# Willem Jackson
Willem Jackson (Bloemfontein, 26 de março de 1972) é um ex-futebolista profissional sul-africano, que jogou a Copa do Mundo FIFA de 1998 por seu país. 

## Carreira
Willem Jackson se profissionalizou no 	Bloemfontein Celtic.
Fez sucesso no Orlando Pirates, equipe onde jogou de 1996 a 2004. Hoje ele atua no Platinum Stars.

## Seleção
Willem Jackson integrou a Seleção Sul-Africana de Futebol na Copa das Confederações de 1997, na Arábia Sayduta.

## Títulos
África do Sul
- Copa das Nações Africanas: 1998 - Vice